# یوریکا (مونتانا)
یوریکا (به انگلیسی: Eureka) شهری در ایالت مونتانا کشور ایالات متحده آمریکا است که جمعیت آن در سرشماری سال ۲۰۱۰ میلادی، ۱٬۰۳۷ نفر بوده‌است.

## نگارخانه

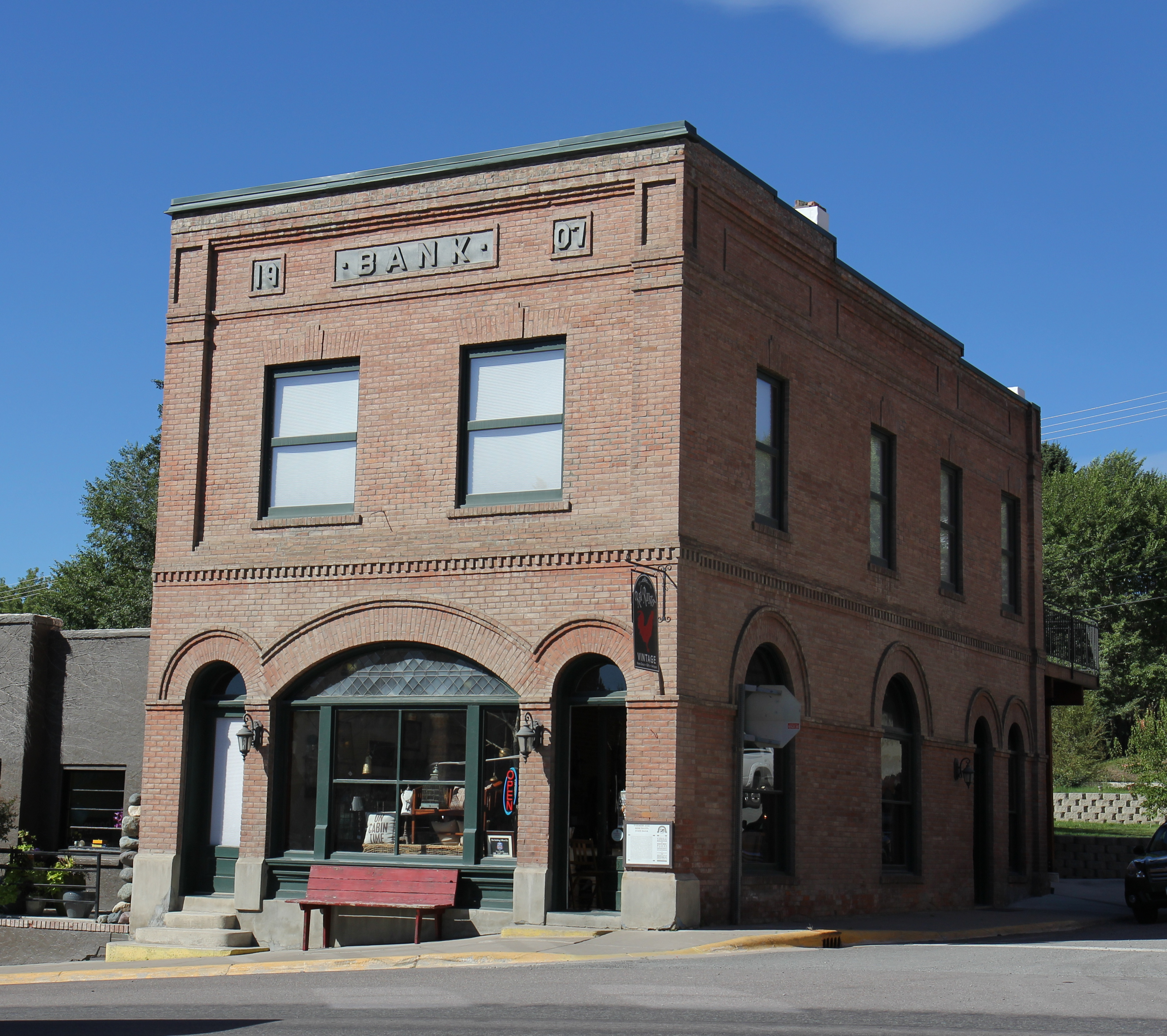

## موقعیت جغرافیایی
موقعیت جغرافیایی شهرها و مناطق اطراف به شرح زیر است: